# 世界市民はすべての旗を降ろす
「世界市民はすべての旗を降ろす」(せかいしみんはすべてのはたをおろす／CITIZEN OF THE WORLD TAKE DOWN ALL THEIR FLAGS) は、1993年12月1日に発売された、 ソウル・フラワー・ユニオンのファースト・シングル。

## 解説
「世界市民はすべての旗を降ろす」は、彼らの前身バンドの一つ「メスカリン・ドライヴ」の時代に録音された、伊丹英子と中川敬のペンによる楽曲で、うつみようこと中川敬のデュエット、というスタイルをとっている。全編に花を添えるフルートは赤木りえ。PVは沖縄のビーチで撮影された。
シングルのカップリング曲は、アルバム『カムイ・イピリマ』未収録の、エタ・ジェイムスのカバー「テル・ママ」で、ホーンをビブラストーンのホーンズ「ビブラホーンズ」が担当している。
長らくこれらの「短冊型CDシングル」は全て廃盤になっていたのだが、2009年に発売された『満月の夕〜90's シングルズ』でようやく聴くことができるようになった。

## 収録曲
1. 世界市民はすべての旗を降ろす SEKAI SHIMIN (CITIZEN OF THE WORLD TAKE DOWN ALL THEIR FLAGS)
2. テル・ママ TELL MAMA

## 備考
- M-2 エタ・ジェイムスのカバー